# Ca' Giustinian

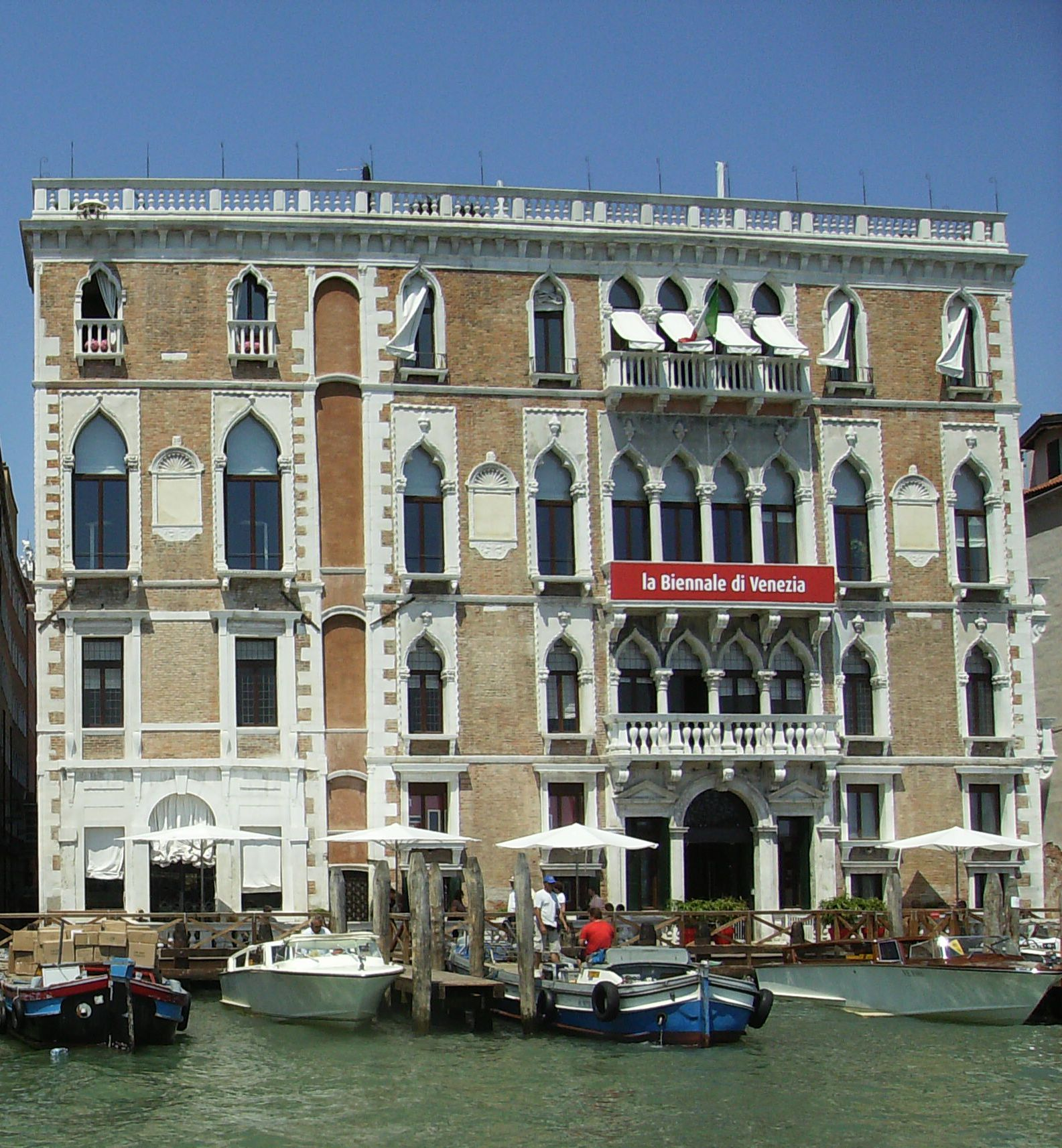
Faţada dinspre Canal Grande

Ca' Giustinian este un palat din Veneția, situat în sestiere San Marco și cu fațada la Canal Grande.

## Istoric

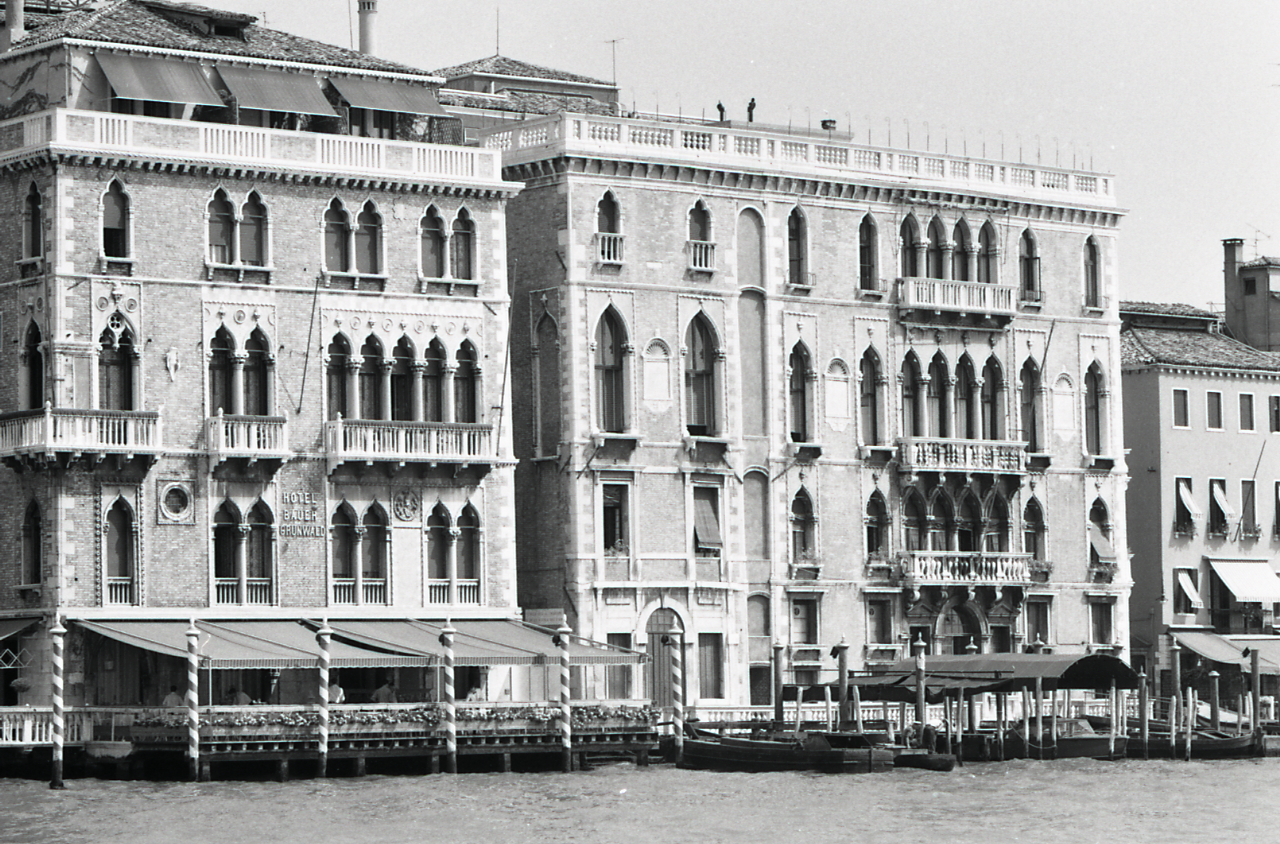
Foto Paolo Monti, 1969

Palatul a fost construit la comanda familiei Giustinian, una dintre cele mai ilustre familii ale nobilimii venețiene, în a doua jumătate a secolului al XV-lea, pe locul unei clădiri existente, în care a trăit în prima jumătate a secolului Lorenzo Giustiniani, primul patriarh al Veneției.
A trecut în secolul al XVII-lea la familia Morosini, până la 1820, când palatul a fost transformat într-un hotel, în care au fost cazați, printre alții, Théophile Gautier, Marcel Proust și Giuseppe Verdi.
După ce a fost achiziționată de către oraș, clădirea a beneficiat de o restaurare completă și acum găzduiește birourile Bienalei de la Veneția.

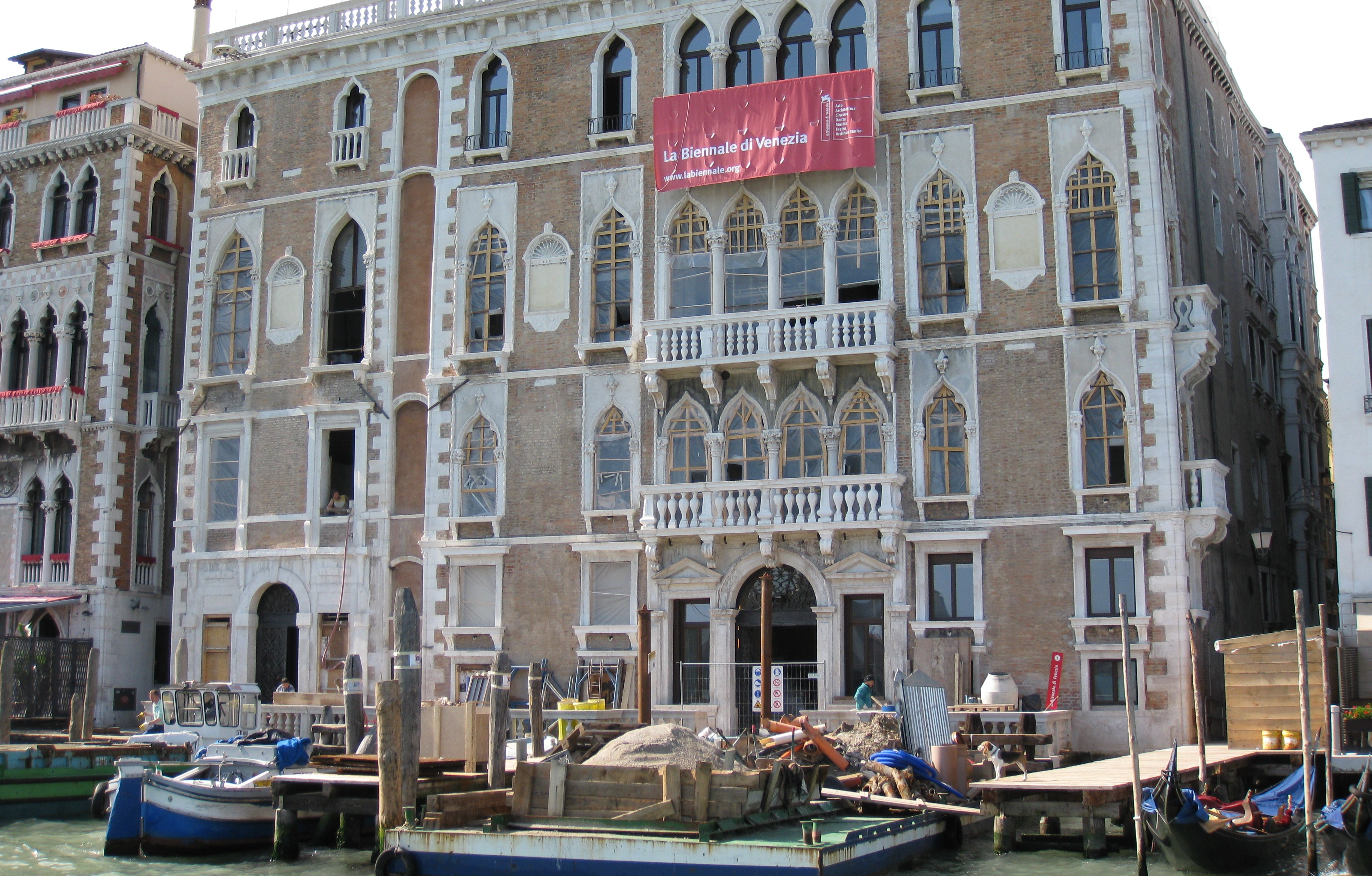
Palatul în timpul restaurării din 2009

## Descriere
Fațada mare a Palatului Giustiniani este formată din patru nivele separate de cornișe marcapiano, în stil gotic.
Partea principală a clădirii a fost legată, prin umplerea unei străzi de la sfârșitul secolului al XV-lea, de o clădire din stânga sa; de atunci cele două structuri constituie una singură.
Cele mai multe deschideri, mai ales ogivale, sunt ferestre monofore încadrate cu rame de piatră albă. Se disting cele din sectorul central: la parter un portal rotund care este încadrate de două deschideri monofore surmontate de un fronton; sunt suprapuse cele două etaje principale și un ultim etaj dintr-o perioadă ulterioară, cu trei niveluri de deschideri cuadrifore, toate dotate cu balustrade ieșite în afară. De asemenea, la parterul clădirii, pe partea stângă, se află o fereastră de tip serliana.
Partea de sus a fațadei, acoperită de o cornișă crestată, este terminată cu o balustradă lungă, care se închide o terasă cu vedere la ultima porțiune a Canal Grande, înspre Punta della Dogana și bazinul San Marco.